# محمد بن أبي الساج
الأفشين محمد بن أبي الساج (توفي 288 هـ) هو قائد عسكري تركي، أصبح فيما بعد أمير بنو الساج في أذربيجان.